# Filipeni (Bacău)
Filipeni è un comune della Romania di 2 326 abitanti, ubicato nel distretto di Bacău, nella regione storica della Moldavia.